# Shisō
Shisō (jap. 宍粟市 Shisō-shi) – miasto w Japonii, na wyspie Honsiu, w prefekturze Hyōgo.

## Położenie
Miasto położone jest w zachodniej części prefektury Hyogo, w odległości około 100 km na północny zachód od stolicy prefektury Kobe. Powierzchnia miasta stanowi 8,1% powierzchni prefektury; jest ono największe po Toyo'oce. Przez miasto przepływają dwie rzeki: Ibo oraz Chikusa. Miasto graniczy z:
- Tatsuno
- Yabu
- Asago
- Himeji
- Mimasaką

## Historia
Miasto powstało 1 kwietnia 2005 roku.

## Miasta partnerskie
- Stany Zjednoczone: Sequim